# 滝川辰政
滝川 辰政（たきがわ たつまさ／ときまさ）は、安土桃山時代から江戸時代前期にかけての武将。通称は七郎、内記、丹波、出雲。

## 生涯
天正3年（1575年）、滝川一益の子として誕生した。
はじめ織田信包に仕えた。豊臣秀吉による小田原征伐に従軍した際、北条方より信包の軍に向かって鉄砲が撃ちかけられたが、辰政が矢面に立ち弾丸は母衣に当たるだけで済み、信包より大いに賞されたという。次に浅野長政に仕え、文禄・慶長の役の際には朝鮮へ渡航し武功が多かった。石田三成にも仕えた。
その後、小早川秀秋に仕え、この頃に通称を内記と改めた。慶長5年（1600年）の関ヶ原の戦いでは、当初西軍に属していた主君と共に松尾山の小早川陣中に在り、本戦において寝返りを行った小早川軍の一勢として西軍の大谷吉継の軍勢と戦い、笹治兵庫とともに奮戦して武功を挙げたとされる。戦後、小早川家は岡山藩55万石に加増・移封されたが、秀秋は諫言する家臣に対し上意討ちなどしたために家臣が出奔するようになったとされる。辰政も、女乗物に乗って落ち延びる、という計略を用いて秀秋の追跡をかわし出奔したと伝わる。
その後しばらくして、姫路藩池田家重臣の荒尾成久らの執り成しで、姫路藩主池田輝政に2千石を与えられ仕えた。この頃に丹波と称し、後に出雲と称した。慶長17年（1612年）、輝政より淡路岩屋城を辰政に預けるべき旨の内命が出されたが、翌慶長（1613年）1月、輝政が死去したため実現しなかった。
2代藩主池田利隆の下において大坂の陣に従軍し、神崎川一番越しなどの軍功を挙げた。なお、利隆の弟の池田忠継が中津川（淀川の分流）を渡って深入りしたため、これを助けんとして利隆も渡河しようとしたが、江戸幕府の軍監が強硬な態度でこれを制止した。これに対し辰政は、忠継は徳川家康の愛孫である利隆の弟にあたり、もし忠継が敗死すれば軍監に対しこれを救わざるの罪があるため速やかに渡河すべきと弁じた。利隆の大軍勢が渡河すると敵兵はこれと交戦せずに撤退した。一方、軍監は敢えて渡河しなかったが、これを聞いた家康は、軍監らが戦況の機を見て進軍しなかったことを責めたという。大坂の陣の後、戦功によって1千石を加増され、知行は計3千石となった。
慶安元年（1648年）、70歳を超えていた辰政は3代藩主池田光政より多年の功を賞されると共に、致仕して老を楽しむべしとの命を受け、家督を子の宗次に譲って隠居した。
慶安5年（1652年）、享年78にて病死した。